# Дороті Вестон
Дороті Вестон (англ. Dorothy Weston; 21 лютого 1900 — 17 березня 1998) — колишня британська тенісистка.

## Фінали турнірів Великого шолома

### Парний розряд (2 поразки)
| Результат | Рік  | Турнір                                 | Покриття | Партнерка           | Суперниці                              | Рахунок  |
| --------- | ---- | -------------------------------------- | -------- | ------------------- | -------------------------------------- | -------- |
| Поразка   | 1928 | Відкритий чемпіонат Австралії з тенісу | Трава    | Катлін Ле Мессурієр | Дафне Акгерст Есна Бойд                | 3–6, 1–6 |
| Поразка   | 1932 | Відкритий чемпіонат Австралії з тенісу | Трава    | Катлін Ле Мессурієр | Корал Баттсворт Марджорі Кокс Кроуфорд | 2–6, 2–6 |